# Instituto Forestal Europeo
El Instituto Forestal Europeo (EFI por sus siglas en inglés) es una organización internacional establecida por países de Europa. Son miembros 30 países y alrededor de 130 organizaciones pertenecientes a 40 países que trabajan en diversos campos de investigación. El EFI proporciona conocimientos relacionados con los bosques en torno a 3 temas interconectados e interdisciplinarios: bioeconomía, resiliencia y gobernanza.

## Organización

### Lugares y personal
La sede de EFI se encuentra en Joensuu, Finlandia, y también cuenta con oficinas en Barcelona, Bonn y Bruselas, así como una oficina regional para Asia en Malasia. Forman parte de su plantilla más de 100 expertos.

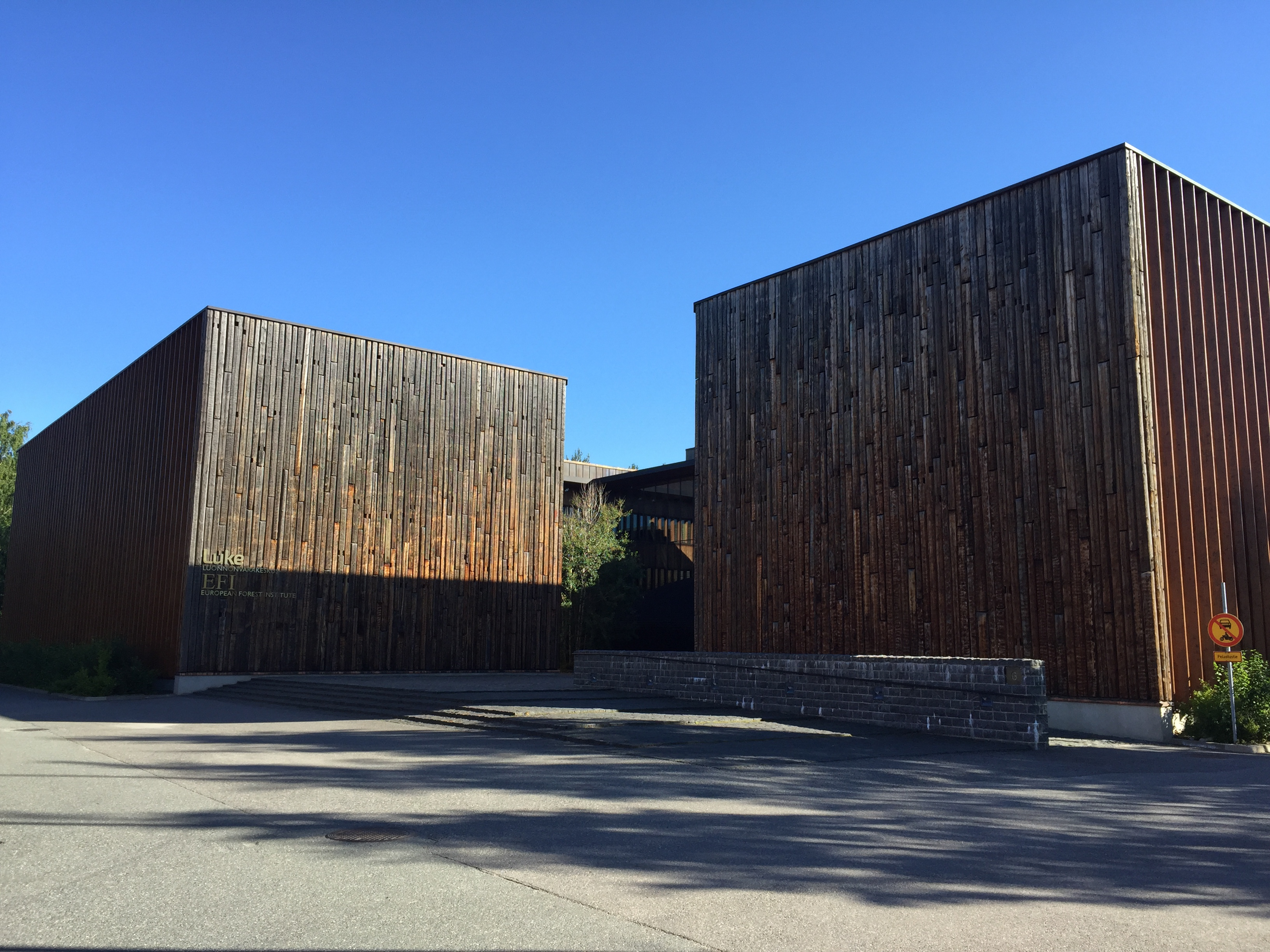
Sede del Instituto Forestal Europeo en Joensuu, Finlandia

### Países miembros
El Convenio sobre el Instituto Forestal Europeo ha sido ratificado por un total de 30 países europeos hasta la primavera de 2022ː Austria, Bélgica, Bulgaria, Croacia, República Checa, Dinamarca, Estonia, Finlandia, Francia, Alemania, Grecia e Irlanda., Italia, Letonia, Lituania, Luxemburgo, Países Bajos, Noruega, Polonia, Portugal, Rumanía, Serbia, República Eslovaca, Eslovenia, España, Suecia, Suiza, Turquía, Ucrania y Reino Unido. Conviene resaltar que el Instituto Forestal Europeo no es un órgano de la Unión Europea y que un país, para ser miembro del EFI, no necesita pertenecer a la Unión Europea. Cada uno de los países tiene un asiento en el consejo, el máximo órgano de toma de decisiones del EFI. Eso sí, el EFI asesora a organismos de la Unión Europea y realiza trabajos para ella

### Miembros asociados y afiliados
Además de estos países, aproximadamente 130 organizaciones de más de 40 países son miembros del EFI. Los beneficios de ser miembro asociado (si la organización está en Europa) o afiliado (si se encuentra fuera de Europa) incluyen derechos de voto para decisiones importantes, acceso a la red del EFI, noticias y anuncios relacionados con la investigación forestal europea, visibilidad en el sitio web del EFI y la oportunidad de recibir publicaciones del EFI y publicar anuncios en varios canales del EFI.

## Actividades
EFI realiza investigaciones y brinda apoyo político sobre cuestiones relacionadas con los bosques. Además, facilita y estimula la creación de redes relacionadas con los bosques y promueve el suministro de información imparcial y relevante para las políticas sobre bosques y silvicultura. También aboga por la investigación forestal y la información científicamente sólida como base para la formulación de políticas sobre bosques.
EFI destaca en la realización de proyectos a escala europea. Ha llevado a cabo más de 30 proyectos para las direcciones generales de la Comisión Europea durante los últimos años. El EFI utiliza cada vez más enfoques intersectoriales en sus actividades de investigación y desarrollo. Se encuentra por tanto en buena posición para acceder eficientemente a conocimientos sociales, económicos y medioambientales que abarquen todas las regiones biogeográficas de Europa. 
El apoyo a las políticas requiere ayudar a quienes toman decisiones y formulan estas políticas. Por ejemplo, el foro de alto nivel sobre bosques ThinkForest reúne a responsables políticos de alto nivel y destacados científicos forestales europeos para generar un diálogo científico-político sobre cuestiones estratégicas relacionadas con los bosques. El EFI se está convirtiendo en una plataforma científico-política líder que proporciona conocimientos relacionados con los bosques para construir un futuro sostenible, conectando el conocimiento con la acción.
EFI también cuenta con varias instalaciones que se basan en el conocimiento de la investigación y abordan políticas, temas y actividades particulares a través del aumento de capacidad, la creación de redes y la provisión de experiencia basada en la demanda.